# داني ستيفنز
داني ستيفنز (بالإنجليزية: Danny Stevens)‏ (26 نوفمبر 1986 بمنطقة أنفيلد في المملكة المتحدة - ) هو لاعب كرة قدم بريطاني في مركز الوسط. لعب مع نادي توركي يونايتد ونادي لوتون تاون ونادي وايتهوك.

## وصلات خارجية
- داني ستيفنز على موقع قاعدة بيانات كرة القدم.إي يو (الإنجليزية)
- داني ستيفنز على موقع Soccerbase.com (لاعب) (الإنجليزية)
- داني ستيفنز على موقع Soccerway.com (الإنجليزية)